# Verein für Leibesübungen von 1899 2009-2010
Questa voce raccoglie le informazioni riguardanti il Verein für Leibesübungen von 1899 nelle competizioni ufficiali della stagione 2009-2010.

## Stagione
Nella stagione 2009-2010 l'Osnabrück, allenato da Karsten Baumann, concluse il campionato di 3. Liga al 1º posto e fu promosso in 2. Bundesliga. In Coppa di Germania l'Osnabrück fu eliminato ai quarti di finale dallo Schalke 04.

## Rosa
| N. |                       | Ruolo | Calciatore           |
| -- | --------------------- | ----- | -------------------- |
| 1  | Germania (bandiera)   | P     | Tino Berbig          |
| 2  | Germania (bandiera)   | D     | Patrick Herrmann     |
| 3  | Germania (bandiera)   | D     | Jan Tauer            |
| 4  | Germania (bandiera)   | D     | Tobias Nickenig      |
| 5  | Germania (bandiera)   | C     | Abdullah Keseroğlu   |
| 6  | Germania (bandiera)   | C     | Alexander Dercho     |
| 7  | Germania (bandiera)   | A     | Dennis Schmidt       |
| 8  | Slovacchia (bandiera) | A     | Henrich Benčík       |
| 9  | Germania (bandiera)   | A     | Thomas Reichenberger |
| 10 | Germania (bandiera)   | C     | Björn Lindemann      |
| 11 | Belgio (bandiera)     | C     | Michael Lejan        |
| 12 | Germania (bandiera)   | C     | Matthias Heidrich    |

| N. |                       | Ruolo | Calciatore           |
| -- | --------------------- | ----- | -------------------- |
| 13 | Germania (bandiera)   | D     | Alexander Schnetzler |
| 14 | Germania (bandiera)   | C     | Benjamin Siegert     |
| 15 | Germania (bandiera)   | A     | Aleksandar Kotuljac  |
| 19 | Germania (bandiera)   | C     | Kevin Samide         |
| 20 | Germania (bandiera)   | C     | Henning Grieneisen   |
| 21 | Germania (bandiera)   | P     | Jonas Gottwald       |
| 23 | Germania (bandiera)   | D     | Oliver Stang         |
| 24 | Italia (bandiera)     | D     | Angelo Barletta      |
| 25 | Kazakistan (bandiera) | D     | Konstantin Engel     |
| 30 | Germania (bandiera)   | C     | Niels Hansen         |
| 31 | Germania (bandiera)   | P     | Nils Zumbeel         |
| 42 | Portogallo (bandiera) | C     | Ricky Pinheiro       |

## Organigramma societario
Area tecnica
- Allenatore: Karsten Baumann
- Allenatore in seconda: Heiko Nowak
- Preparatore dei portieri: Rolf Meyer
- Preparatori atletici:

## Calciomercato

### Sessione estiva
| Acquisti | Acquisti             | Acquisti               | Acquisti |
| R.       | Nome                 | da                     | Modalità |
| -------- | -------------------- | ---------------------- | -------- |
| A        | Henrich Benčík       | FSV Francoforte II     |          |
| D        | Angelo Barletta      | FSV Francoforte        |          |
| C        | Alexander Dercho     | Eintracht Francoforte  |          |
| C        | Niels Hansen         | Carl Zeiss Jena        |          |
| D        | Patrick Herrmann     | Hannover 96            |          |
| C        | Abdullah Keseroğlu   | Borussia M'gladbach II |          |
| A        | Aleksandar Kotuljac  | Greuther Fürth         |          |
| C        | Michael Lejan        | Wuppertal              |          |
| C        | Björn Lindemann      | Paderborn              |          |
| D        | Tobias Nickenig      | Vaduz                  |          |
| C        | Kevin Samide         | Osnabrück II           |          |
| A        | Dennis Schmidt       | Wehen Wiesbaden        |          |
| D        | Alexander Schnetzler | Rot-Weiß Erfurt        |          |
| C        | Benjamin Siegert     | Wehen Wiesbaden        |          |
| D        | Oliver Stang         | Borussia M'gladbach    |          |
| P        | Nils Zumbeel         | Osnabrück U19          |          |

| Cessioni | Cessioni               | Cessioni           | Cessioni |
| R.       | Nome                   | a                  | Modalità |
| -------- | ---------------------- | ------------------ | -------- |
| D        | Bamba Anderson         | Fortuna Düsseldorf |          |
| C        | Edgar Bernhardt        | Wuppertal          |          |
| A        | Marvin Braun           | Wuppertal          |          |
| C        | Đorđije Ćetković       | Budućnost          |          |
| C        | Pierre De Wit          | Bayer Leverkusen   |          |
| D        | Uwe Ehlers             | Hansa Rostock II   |          |
| C        | Tom Geißler            | Coblenza           |          |
| A        | Gaetano Manno          | Paderborn          |          |
| D        | Darlington Omodiagbe   | LR Ahlen           |          |
| C        | Dominic Peitz          | Union Berlino      |          |
| D        | Andreas Schäfer        | Karlsruhe          |          |
| C        | Christian Schiffbänker | Rehden             |          |
| D        | Marcel Schuon          | Sandhausen         |          |
| A        | Fiete Sykora           | Holstein Kiel      |          |
| D        | Assimiou Touré         | Bayer Leverkusen   |          |
| D        | René Trehkopf          | Dinamo Dresda      |          |

### Sessione invernale
| Acquisti | Acquisti       | Acquisti       | Acquisti |
| R.       | Nome           | da             | Modalità |
| -------- | -------------- | -------------- | -------- |
| C        | Ricky Pinheiro | Kaiserslautern |          |
| D        | Jan Tauer      | Djurgården     |          |

| Cessioni | Cessioni | Cessioni | Cessioni |
| R.       | Nome     | a        | Modalità |
| -------- | -------- | -------- | -------- |

## Risultati

### 3. Liga

#### Girone di andata
| Arbitro: | Kircher |

|                    |           |  |
| Kruppke 82’ (rig.) | Marcatori |  |

| Arbitro: | Kinhöfer |

|                     |           |  |
| Heidrich 74’ (rig.) | Marcatori |  |

| Arbitro: | Steuer |

|                      |           |  |
| Zinnow 5’ Türker 19’ | Marcatori |  |

| Arbitro: | Wingenbach |

|                                                  |           |                      |
| Lindemann 34’, 64’, 85’ Schmidt 55’ Heidrich 87’ | Marcatori | 24’ Buchner 33’ Karl |

| Arbitro: | Christ |

|            |           |  |
| Balkan 41’ | Marcatori |  |

| Arbitro: | Aytekin |

|                                 |           |  |
| Lindemann 21’ Reichenberger 64’ | Marcatori |  |

| Dresda 2 settembre 2009, ore 18:45 CEST 7ª giornata | Dinamo Dresda | 0 – 0 referto | Osnabrück | Rudolf-Harbig-Stadion (12 665 spett.)\| Arbitro: \| Siebert \| |
| Arbitro:                                            | Siebert       |               |           |                                                                |

| Arbitro: | Glasmacher |

|                                         |           |                     |
| Benčík 58’ Schmidt 80’ Krebs 89’ (aut.) | Marcatori | 15’ Spann 18’ Essig |

| Arbitro: | Grudzinski |

|  |           |                                         |
|  | Marcatori | 11’ Siegert 36’, 73’ Lejan 68’ Heidrich |

| Arbitro: | Thomsen |

|  |           |             |
|  | Marcatori | 50’ Schwarz |

| Arbitro: | Perl |

|                                       |           |  |
| Öztürk 4’, 74’ Ziemer 14’ Reinert 78’ | Marcatori |  |

| Arbitro: | Sönder |

|                                   |           |             |
| Siegert 33’ Hansen 58’ Benčík 61’ | Marcatori | 72’ Mintzel |

| Arbitro: | Seiwert |

|          |           |            |
| Haas 73’ | Marcatori | 39’ Hansen |

| Arbitro: | Achmüller |

|                                               |           |             |
| Heidrich 63’ (rig.) Schmidt 84’ Lindemann 85’ | Marcatori | 60’ Glasner |

| Arbitro: | Petersen |

|                         |           |  |
| Kammlott 54’ Semmer 75’ | Marcatori |  |

| Arbitro: | Dankert |

|               |           |  |
| Lindemann 88’ | Marcatori |  |

| Arbitro: | Steinberg |

|                                                     |           |             |
| Lindemann 40’ Heidrich 65’ (rig.) Kotuljac 71’, 90’ | Marcatori | 45’ Sobiech |

| Arbitro: | Beitinger |

|           |           |              |
| Wulff 51’ | Marcatori | 79’ Barletta |

| Arbitro: | Unger |

|                         |           |           |
| Benčík 30’ Kotuljac 40’ | Marcatori | 10’ Gorka |

#### Girone di ritorno
| Arbitro: | Drees |

|             |           |  |
| Siegert 21’ | Marcatori |  |

| Arbitro: | Glasmacher |

|  |           |            |
|  | Marcatori | 65’ Dercho |

| Arbitro: | Bandurski |

|           |           |  |
| Stang 50’ | Marcatori |  |

| Ingolstadt 6 febbraio 2010, ore 14:00 CET 23ª giornata | Ingolstadt 04 | 0 – 0 referto | Osnabrück | TUJA-Stadion (2 852 spett.)\| Arbitro: \| Winkmann \| |
| Arbitro:                                               | Winkmann      |               |           |                                                       |

| Arbitro: | Benedum |

|               |           |  |
| Lindemann 29’ | Marcatori |  |

| Arbitro: | Thomsen |

|           |           |                     |
| Nulle 90’ | Marcatori | 72’ (rig.) Barletta |

| Arbitro: | Kampka |

|             |           |                |
| Schmidt 41’ | Marcatori | 82’ Jungnickel |

| Arbitro: | Cortus |

|                 |           |  |
| Weil 63’ (rig.) | Marcatori |  |

| Arbitro: | Dankert |

|            |           |             |
| Hansen 24’ | Marcatori | 31’ Fischer |

| Arbitro: | Valentin |

|  |           |           |
|  | Marcatori | 53’ Engel |

| Osnabrück 27 marzo 2010, ore 14:00 CET 30ª giornata | Osnabrück | 0 – 0 referto | Wehen Wiesbaden | Osnatel Arena (10 000 spett.)\| Arbitro: \| Unger \| |
| Arbitro:                                            | Unger     |               |                 |                                                      |

| Arbitro: | Kunzmann |

|                                  |           |                       |
| Jungwirth 47’ Dorn 73’ Aygün 83’ | Marcatori | 7’ Tauer 16’ Kotuljac |

| Arbitro: | Seidel |

|                                                |           |               |
| Stang 19’, 44’ Lindemann 30’ Dercho 65’ (rig.) | Marcatori | 6’ Hajdarović |

| Arbitro: | Seiwert |

|                        |           |  |
| Agyemang 23’, 62’, 89’ | Marcatori |  |

| Arbitro: | Achmüller |

|                              |           |              |
| Benčík 35’, 62’ Kotuljac 79’ | Marcatori | 33’ Kammlott |

| Arbitro: | Blos |

|                        |           |                          |
| Haller 25’ Stoilov 82’ | Marcatori | 14’ Lindemann 22’ Hansen |

| Arbitro: | Schalk |

|            |           |                           |
| Tyrała 33’ | Marcatori | 39’ Kotuljac 78’ Pinheiro |

| Arbitro: | Cortus |

|                                       |           |           |
| Schmidt 56’, 90’ (rig.) Lindemann 76’ | Marcatori | 3’ Heider |

| Arbitro: | Fritz |

|  |           |              |
|  | Marcatori | 17’ Kotuljac |

### Coppa di Germania
| Arbitro: | Grudzinski |

|                               |           |                          |
| Reichenberger 57’ Schmidt 90’ | Marcatori | 74’ von Walsleben-Schied |

| Arbitro: | Wingenbach |

|                                        |                      |                                             |
| Hansen 52’ Siegert 67’ Grieneisen 116’ | Marcatori            | 77’ Petrić 90’ (rig.) Trochowski 100’ Demel |
| Schmidt Lindemann Nickenig Heidrich    | Tiri di rigore 4 – 2 | Tesche Trochowski Elia Petrić               |

| Arbitro: | Winkmann |

|                               |           |                       |
| Barletta 37’, 42’ Siegert 70’ | Marcatori | 55’ Şahin 90’ Barrios |

| Arbitro: | Gräfe |

|  |           |             |
|  | Marcatori | 59’ Kurányi |

## Statistiche

### Statistiche di squadra
| Competizione      | Punti | In casa | In casa | In casa | In casa | In casa | In casa | In trasferta | In trasferta | In trasferta | In trasferta | In trasferta | In trasferta | Totale | Totale | Totale | Totale | Totale | Totale | DR  |
| Competizione      | Punti | G       | V       | N       | P       | Gf      | Gs      | G            | V            | N            | P            | Gf           | Gs           | G      | V      | N      | P      | Gf     | Gs     | DR  |
| ----------------- | ----- | ------- | ------- | ------- | ------- | ------- | ------- | ------------ | ------------ | ------------ | ------------ | ------------ | ------------ | ------ | ------ | ------ | ------ | ------ | ------ | --- |
| 3. Liga           | 69    | 19      | 15      | 3       | 1       | 39      | 14      | 19           | 5            | 6            | 8            | 16           | 23           | 38     | 20     | 9      | 9      | 55     | 37     | +18 |
| Coppa di Germania | -     | 4       | 2       | 1       | 1       | 8       | 7       | 0            | 0            | 0            | 0            | 0            | 0            | 4      | 2      | 1      | 1      | 8      | 7      | +1  |
| Totale            | 69    | 23      | 17      | 4       | 2       | 47      | 21      | 19           | 5            | 6            | 8            | 16           | 23           | 42     | 22     | 10     | 10     | 63     | 44     | +19 |

### Andamento in campionato
| Giornata  | 1  | 2 | 3  | 4 | 5  | 6 | 7 | 8 | 9 | 10 | 11 | 12 | 13 | 14 | 15 | 16 | 17 | 18 | 19 | 20 | 21 | 22 | 23 | 24 | 25 | 26 | 27 | 28 | 29 | 30 | 31 | 32 | 33 | 34 | 35 | 36 | 37 | 38 |
| --------- | -- | - | -- | - | -- | - | - | - | - | -- | -- | -- | -- | -- | -- | -- | -- | -- | -- | -- | -- | -- | -- | -- | -- | -- | -- | -- | -- | -- | -- | -- | -- | -- | -- | -- | -- | -- |
| Luogo     | T  | C | T  | C | T  | C | T | C | T | C  | T  | C  | T  | C  | T  | C  | C  | T  | C  | C  | T  | C  | T  | C  | T  | C  | T  | C  | T  | C  | T  | C  | T  | C  | T  | T  | C  | T  |
| Risultato | P  | V | P  | V | P  | V | N | V | V | P  | P  | V  | N  | V  | P  | V  | V  | N  | V  | V  | V  | V  | N  | V  | N  | N  | P  | N  | V  | N  | P  | V  | P  | V  | N  | V  | V  | V  |
| Posizione | 17 | 9 | 13 | 9 | 12 | 7 | 9 | 6 | 4 | 5  | 10 | 8  | 8  | 5  | 8  | 4  | 3  | 4  | 3  | 1  | 1  | 1  | 1  | 1  | 1  | 1  | 1  | 1  | 1  | 1  | 1  | 1  | 1  | 1  | 2  | 2  | 2  | 1  |

Legenda:

Luogo: C = Casa; T = Trasferta. Risultato: V = Vittoria; N = Pareggio; P = Sconfitta.

### Statistiche dei giocatori
!! colspan="4" | Totale

| Giocatore        | 3. Liga  | 3. Liga | 3. Liga     | 3. Liga    | Coppa di Germania A. Barletta | Coppa di Germania A. Barletta | Coppa di Germania A. Barletta | Coppa di Germania A. Barletta | 33       | 2    | 4           | 0          | 3 | 2 | 0 | 0 | 36 | 4 | 4 | 0 |
| Giocatore        | Presenze | Reti    | Ammonizioni | Espulsioni | Presenze                      | Reti                          | Ammonizioni                   | Espulsioni                    | Presenze | Reti | Ammonizioni | Espulsioni |   |   |   |   |    |   |   |   |
| H. Benčík        | 19       | 5       | 5           | 0          | 3                             | 0                             | 1                             | 0                             | 22       | 5    | 6           | 0          |   |   |   |   |    |   |   |   |
| T. Berbig        | 38       | 0       | 2           | 0          | 4                             | 0                             | 0                             | 0                             | 42       | 0    | 2           | 0          |   |   |   |   |    |   |   |   |
| A. Dercho        | 31       | 2       | 9           | 0          | 4                             | 0                             | 0                             | 0                             | 35       | 2    | 9           | 0          |   |   |   |   |    |   |   |   |
| K. Engel         | 23       | 1       | 8           | 0          | 3                             | 0                             | 1                             | 0                             | 26       | 1    | 9           | 0          |   |   |   |   |    |   |   |   |
| J. Gottwald      | 0        | 0       | 0           | 0          | 0                             | 0                             | 0                             | 0                             | 0        | 0    | 0           | 0          |   |   |   |   |    |   |   |   |
| H. Grieneisen    | 14       | 0       | 0           | 0          | 1                             | 1                             | 0                             | 0                             | 15       | 1    | 0           | 0          |   |   |   |   |    |   |   |   |
| N. Hansen        | 31       | 4       | 1           | 0          | 4                             | 1                             | 0                             | 0                             | 35       | 5    | 1           | 0          |   |   |   |   |    |   |   |   |
| M. Heidrich      | 30       | 5       | 6           | 0          | 2                             | 0                             | 0                             | 0                             | 32       | 5    | 6           | 0          |   |   |   |   |    |   |   |   |
| P. Herrmann      | 10       | 0       | 2           | 0          | 2                             | 0                             | 0                             | 0                             | 12       | 0    | 2           | 0          |   |   |   |   |    |   |   |   |
| A. Keseroğlu     | 6        | 0       | 0           | 0          | 0                             | 0                             | 0                             | 0                             | 6        | 0    | 0           | 0          |   |   |   |   |    |   |   |   |
| A. Kotuljac      | 25       | 7       | 2           | 0          | 1                             | 0                             | 0                             | 0                             | 26       | 7    | 2           | 0          |   |   |   |   |    |   |   |   |
| M. Lejan         | 25       | 2       | 2           | 1          | 2                             | 0                             | 0                             | 0                             | 27       | 2    | 2           | 1          |   |   |   |   |    |   |   |   |
| B. Lindemann     | 36       | 11      | 9           | 0          | 4                             | 0                             | 0                             | 0                             | 40       | 11   | 9           | 0          |   |   |   |   |    |   |   |   |
| T. Nickenig      | 31       | 0       | 15          | 1          | 4                             | 0                             | 3                             | 0                             | 35       | 0    | 18          | 1          |   |   |   |   |    |   |   |   |
| R. Pinheiro      | 14       | 1       | 2           | 0          | 1                             | 0                             | 0                             | 0                             | 15       | 1    | 2           | 0          |   |   |   |   |    |   |   |   |
| T. Reichenberger | 21       | 1       | 1           | 0          | 3                             | 1                             | 1                             | 0                             | 24       | 2    | 2           | 0          |   |   |   |   |    |   |   |   |
| K. Samide        | 3        | 0       | 0           | 0          | 0                             | 0                             | 0                             | 0                             | 3        | 0    | 0           | 0          |   |   |   |   |    |   |   |   |
| D. Schmidt       | 35       | 6       | 4           | 0          | 4                             | 1                             | 0                             | 0                             | 39       | 7    | 4           | 0          |   |   |   |   |    |   |   |   |
| A. Schnetzler    | 24       | 0       | 5           | 1          | 3                             | 0                             | 1                             | 0                             | 27       | 0    | 6           | 1          |   |   |   |   |    |   |   |   |
| B. Siegert       | 36       | 3       | 4           | 1          | 4                             | 2                             | 2                             | 0                             | 40       | 5    | 6           | 1          |   |   |   |   |    |   |   |   |
| O. Stang         | 20       | 3       | 1           | 0          | 3                             | 0                             | 0                             | 0                             | 23       | 3    | 1           | 0          |   |   |   |   |    |   |   |   |
| J. Tauer         | 17       | 1       | 2           | 0          | 0                             | 0                             | 0                             | 0                             | 17       | 1    | 2           | 0          |   |   |   |   |    |   |   |   |
| N. Zumbeel       | 0        | 0       | 0           | 0          | 0                             | 0                             | 0                             | 0                             | 0        | 0    | 0           | 0          |   |   |   |   |    |   |   |   |